# Хулиан Солер
Хулиан Солер (на испански: Julián Soler) е мексикански режисьор, актьор и сценарист от Златния век на мексиканското кино.
Роден е на 17 февруари 1907 година в Хименес, щата Чиуауа, в семейство на испански актьори, като по-късно живее в Съединените щати. Негов по-голям брат е актьорът Фернандо Солер. През 1934 година се връща в Мексико и започва да се снима в киното, а от 1949 година и режисира свои филми. Сред известните му филми са „La mujer X“ (1955), „Los platillos voladores“ (1956), „El castillo de los monstruos“ (1958), „Santo contra Blue Demon en la Atlantida“ (1970).
Хулиан Солер умира на 5 май 1977 година в град Мексико.

## Избрана филмография
- „La mujer X“ (1955)
- „Los platillos voladores“ (1956)
- „El castillo de los monstruos“ (1958)
- „Santo contra Blue Demon en la Atlantida“ (1970)